# Solemni hac liturgia
Solemni hac liturgia ("Esta liturgia solene") é um motu proprio emitido pelo Papa Paulo VI em 30 de junho de 1968. Seu conteúdo consiste substancialmente em um credo conhecido como Credo do Povo de Deus.

## Antecedentes

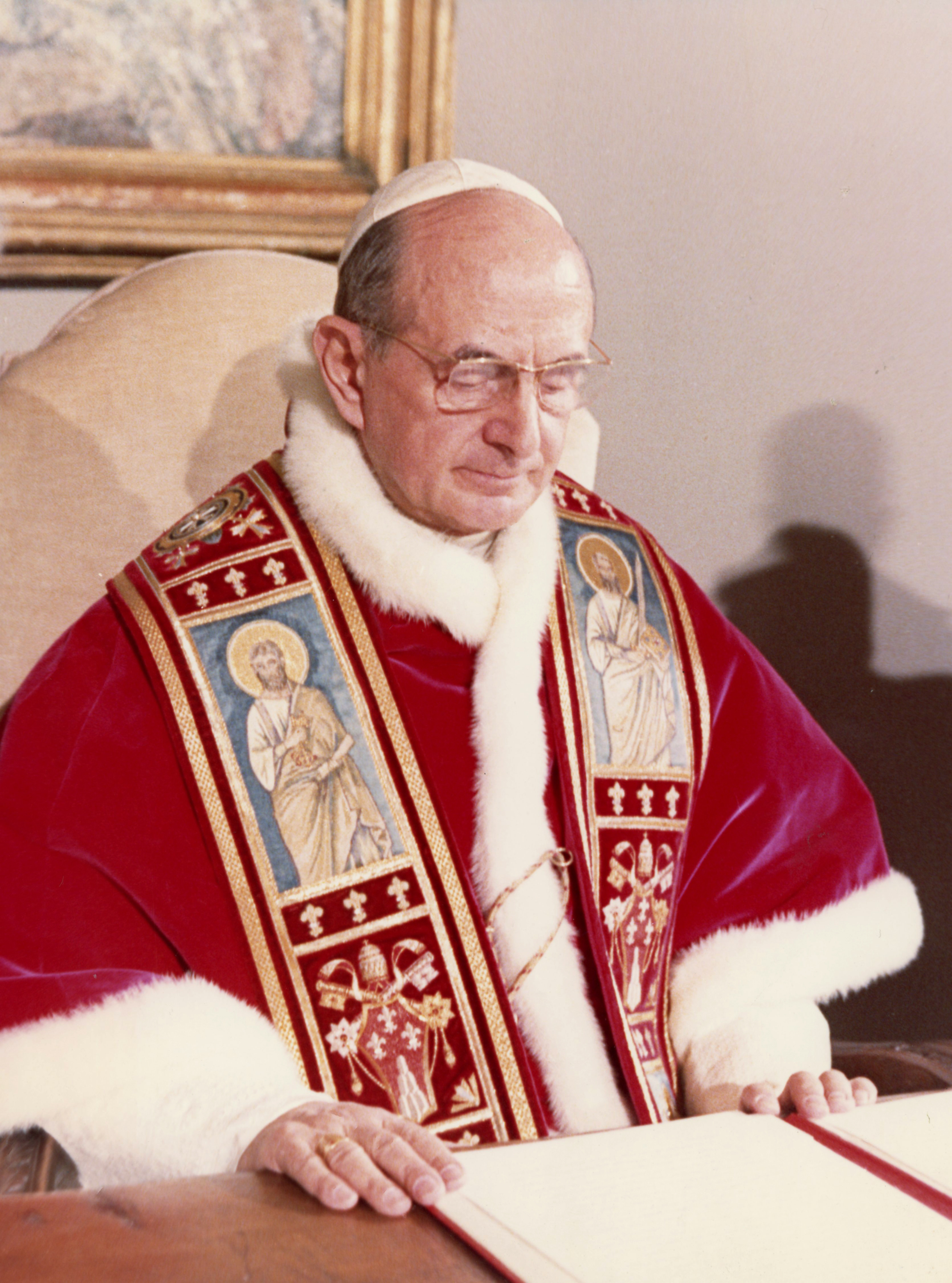
Papa Paulo VI em seu ateliê papal em 29 de junho de 1968

Durante a década de 1960, a Igreja Católica enfrentou significativa pressão e confusão devido à mudança social significativa durante o período. Um exemplo foi um catecismo publicado em 1966 com a aprovação dos bispos holandeses, no qual vários ensinamentos foram rejeitados ou revistos.
O filósofo tomista Jacques Maritain escreveu ao cardeal Charles Journet, encorajando o Papa Paulo VI a emitir um credo que declarasse explicitamente os ensinamentos da Igreja e expusesse sobre o Credo Niceno. Maritain posteriormente redigiu um credo em 11 de janeiro de 1968 e o enviou para Journet em 20 de janeiro de 1968. Foi encaminhado ao Papa Paulo VI, que expressou seu reconhecimento e ainda o alterou antes de publicar na Solemni hac liturgia.

## Natureza e circunstâncias da profissão de fé
O Papa Paulo VI falou dela como "uma profissão de fé, (...) um credo que, sem ser propriamente uma definição dogmática, repete em substância, com alguns desenvolvimentos exigidos pela condição espiritual do nosso tempo, o credo de Nicéia, o credo da tradição imortal da santa Igreja de Deus".
Ele publicou a profissão de fé por causa da "inquietação que agita certos quadrantes modernos em relação à fé. Não escapam à influência de um mundo profundamente transformado, em que tantas certezas estão sendo disputadas ou discutidas. Vemos até católicos se deixarem tomar por uma espécie de paixão pela mudança e pela novidade. A Igreja, seguramente, tem sempre o dever de prosseguir o esforço de aprofundar o estudo e de apresentar, cada vez melhor adaptado às gerações sucessivas, os mistérios insondáveis de Deus, ricos para todos em frutos de salvação. Mas, ao mesmo tempo, o maior cuidado deve ser tomado, cumprindo o indispensável dever de pesquisa, para não ferir os ensinamentos da doutrina cristã. Pois isso seria dar origem, como infelizmente se vê nestes dias, a perturbações e perplexidades em muitas almas fiéis".
Diante dessa inquietação, o Papa Paulo desejou que sua profissão de fé "seja em alto grau completa e explícita, a fim de que possa responder de maneira adequada à necessidade de luz sentida por tantas almas fiéis, e por todos aqueles no mundo, a qualquer família espiritual a que pertençam, que estão em busca da Verdade".

## Credo do Povo de Deus
O Credo do Povo de Deus é baseado no Credo Niceno. Os temas incluem a divindade de Cristo, a mariologia católica, a eclesiologia católica, o pecado original, a Bíblia, o sacrifício da missa e a doutrina da transubstanciação.
Em particular, quatro ensinamentos marianos são enfatizados: o nascimento virginal de Cristo, o Theotokos, a Imaculada Conceição e a Assunção de Maria.
O Credo do Povo de Deus está organizado nas seguintes seções:
- Deus: o Pai; o Filho; o Espírito Santo
- Infração Originária; Renascer do Espírito Santo; Batismo
- A Igreja; a Palavra; Um Pastor
- Sacrifício do Calvário; Transubstanciação
- Preocupação temporal; Perspectiva de Ressurreição

## Legado
Em 1992, o Papa João Paulo II publicou o Catecismo da Igreja Católica e, em 2005, o então Cardeal Ratzinger (mais tarde Papa Bento XVI) também publicaria o Compêndio ao Catecismo da Igreja Católica.